# (68410) Nichols
(68410) Nichols ist ein Asteroid des mittleren Hauptgürtels, der am 16. August 2001 von den US-amerikanischen Astronomen Michael Collins und Minor White am OCA-Anza Observatory (IAU-Code 643) in Anza, Riverside County, Kalifornien entdeckt wurde.
Nach der SMASS-Klassifikation (Small Main-Belt Asteroid Spectroscopic Survey) wurde bei einer spektroskopischen Untersuchung von Gianluca Masi, Sergio Foglia und Richard P. Binzel bei (68410) Nichols von einer dunklen Oberfläche ausgegangen, es könnte sich also, grob gesehen, um einen C-Asteroiden handeln.
(68410) Nichols wurde nach der Schauspielerin Nichelle Nichols (1932–2022) benannt, die in der Fernsehserie Raumschiff Enterprise Lieutenant Uhura gespielt und später bei der US-Weltraumbehörde NASA gearbeitet hat. Die Benennung des Asteroiden erfolgte am 19. September 2005.